# Dominic Bösel
Dominic Bösel (* 24. Oktober 1989 in Naumburg/Saale) ist ein deutscher Boxer im Halbschwergewicht. Er war WBO-Jugendweltmeister, Interkontinentaler Meister der WBO und IBF, Kontinentaler Meister der WBA, Europameister der EBU, Interimsweltmeister der WBA und Weltmeister der IBO.

## Amateurkarriere
Bösel trainierte im Boxclub Saale-Unstrut-Freyburg e.V., wurde 2005 und 2006 Deutscher Meister der Kadetten, sowie 2007 nach einer Finalniederlage gegen Enrico Kölling Deutscher Vizemeister der Junioren. Bei der Kadetten-Europameisterschaft 2006 in Tirana erreichte er einen fünften Platz. 2008 betrug seine Bilanz 102 Kämpfe mit 67 Siegen.
Bei den Deutschen Meisterschaften der Altersklasse U21 gewann er 2008 Bronze und 2009 Silber im Halbschwergewicht.
Bei den Deutschen Meisterschaften der Erwachsenen (Elite) war er 2007 Achtelfinalist im Mittelgewicht und 2008 Viertelfinalist im Halbschwergewicht.

## Profikarriere
Bösel wurde 2010 Profi beim Magdeburger Boxstall SES. Seine Trainer sind Georg Bramowski und Dirk Dzemski. Zwischen November 2010 und Juli 2017 blieb er in 24 Kämpfen ungeschlagen. Er wurde im März 2013 mit einem Sieg gegen Harut Sahakjan alias Harro Stein WBO-Jugendweltmeister im Halbschwergewicht und konnte den Titel gegen Chris Mafuta und Mirco Ricci verteidigen. 
Am 28. März 2014 gewann er in Potsdam mit einem Punktsieg gegen den Kubaner Miguel Velozo den Interkontinentalen Meistertitel der WBO, den er insgesamt neunmal verteidigen konnte. Dabei gewann er am 23. Januar 2016 in Halle (Saale) mit einem Sieg gegen den Ungar Balázs Kelemen auch den Kontinentalen Meistertitel der WBA, den er zweimal verteidigte, sowie am 18. März 2017 in Leipzig mit einem TKO-Sieg gegen den Finnen Sami Enbom zusätzlich den Interkontinentalen Meistertitel der IBF.
Aufgrund seiner Erfolge konnte er am 1. Juli 2017 in Dresden um den vakanten EBU-Europameistertitel im Halbschwergewicht boxen, der von Robert Stieglitz aufgrund von dessen Karriereende niedergelegt worden war. Dabei verlor Bösel jedoch durch TKO in der elften Runde gegen seinen Landsmann Karo Murat.
Nach zwei Aufbausiegen konnte er am 3. März 2018 in Weißenfels erneut um den vakanten EBU-Titel im Halbschwergewicht antreten, der von Murat ohne Titelverteidigung niedergelegt worden war, und siegte diesmal nach Punkten gegen den Italiener ukrainischer Abstammung Serhi Demtschenko. Im Oktober 2018 verteidigte er den Titel einstimmig gegen seinen Boxstallkollegen und Pflichtherausforderer Enrico Kölling, der 2017 IBF-WM-Herausforderer von Artur Beterbijew gewesen war. Eine weitere Titelverteidigung gewann er im April 2019 durch TKO in Runde 8 gegen den Österreicher kosovarischer Herkunft Timy Shala, der als Ersatzgegner für den ursprünglich vorgesehenen Italiener albanischer Abstammung Orial Kolaj eingesprungen war, welcher den Kampf aufgrund einer Rippenverletzung abgesagt hatte.
Am 16. November 2019 boxte er in Halle (Saale) gegen den Schweden Sven Fornling um den WM-Titel der IBO und die Interimsweltmeisterschaft der WBA im Halbschwergewicht und siegte durch TKO in der elften Runde. Beide Titel verlor er jedoch in der ersten Verteidigung am 10. Oktober 2020 in Magdeburg durch KO in der dritten Runde an Robin Krasniqi.
Am 9. Oktober 2021 gewann er in Magdeburg jedoch den Rück- und WBA-WM-Ausscheidungskampf gegen Krasniqi durch Split Decision nach Punkten und wurde dadurch erneut IBO-Weltmeister. Der Kampfausgang war jedoch umstritten und führte zu einem Protest von Krasniqi und dessen Team, der jedoch von der IBO wegen Formalfehlern abgewiesen wurde.
Am 14. Mai 2022 verlor Bösel in der kalifornischen Toyota Arena, beim Kampf um den Platz des WBA-Pflichtherausforderers, durch KO in der vierten Runde gegen den Mexikaner Gilberto Ramírez.

## Liste der Profikämpfe
| 32 Siege (12 K. o.-Siege), 3 Niederlagen (3 K. o.-Niederlagen) |               |                                          |                            | |
| Jahr                                                           | Tag           | Ort                                      | Gegner                     | Ergebnis für Bösel |
| 2010                                                           | 20. November  | Freiberger Arena, Dresden                | Patrick Baumann            | Sieg / KO 1. Runde |
| 2011                                                           | 18. Februar   | Sportpark Arena, Ljubljana               | Josef Obeslo               | Sieg / Punktsieg 4. Runde |
| 2011                                                           | 3. November   | Bordelandhalle, Magdeburg                | Marko Angermann            | Sieg / Punktsieg 4. Runde |
| 2011                                                           | 21. Oktober   | Brandenburg Halle, Frankfurt             | Rabie Ben Lakhbhar Inoubli | Sieg / Punktsieg 4. Runde |
| 2012                                                           | 7. Januar     | Maritim Hotel, Magdeburg                 | Dominik Ameri              | Sieg / KO 3. Runde |
| 2012                                                           | 24. März      | Tabor Arena, Maribor                     | György Marosi              | Sieg / Punktsieg 6. Runde |
| 2012                                                           | 16. Mai       | Brandenburg Halle, Frankfurt             | Steve Krökel               | Sieg / Punktsieg 6. Runde |
| 2012                                                           | 6. Oktober    | Sport Palace, Kiew                       | Vladimír Tazík             | Sieg / Punktsieg 6. Runde |
| 2012                                                           | 16. November  | Maritim Hotel, Magdeburg                 | Zoltán Kiss                | Sieg / TKO 3. Runde |
| 2012                                                           | 1. Dezember   | Anhalt-Arena, Dessau                     | József Molnár              | Sieg / TKO 1. Runde |
| 2013                                                           | 2. März       | MBS Arena, Potsdam                       | Harut Sahakjan             | Sieg / Punktsieg 10. Runde vakanter WBO Junioren Weltmeistertitel                                                                |
| 2013                                                           | 28. Juni      | Maritim Hotel, Halle an der Saale        | Chris Mafuta               | Sieg / Punktsieg 10. Runde WBO Junioren Titelverteidigung                                                                        |
| 2013                                                           | 19. Oktober   | Messehalle, Leipzig                      | Mirco Ricci                | Sieg / Punktsieg 10. Runde WBO Junioren Titelverteidigung                                                                        |
| 2014                                                           | 26. Januar    | Sportova hala MSO, Šturovo               | Attila Tibor Nagy          | Sieg / TKO 1. Runde |
| 2014                                                           | 28. März      | MBS Arena, Potsdam                       | Miguel Velozo              | Sieg / Punktsieg 10. Runde vakanter WBO Interkontinental Weltmeistertitel                                                        |
| 2014                                                           | 26. Juli      | Anhalt-Arena, Dessau                     | Dániel Régi                | Sieg / Punktsieg 10. Runde WBO Interkontinental Titelverteidigung                                                                |
| 2014                                                           | 20. Dezember  | Ballhaus Forum, München                  | Mohamed Merah              | Sieg / TKO 2. Runde WBO Interkontinental Titelverteidigung                                                                       |
| 2015                                                           | 7. März       | Maritim Hotel, Magdeburg                 | Timy Shala                 | Sieg / Punktsieg 10. Runde WBO Interkontinental Titelverteidigung                                                                |
| 2015                                                           | 2. Mai        | Sparkassen-Arena, Jena                   | Norbert Dąbrowski          | Sieg / Punktsieg 12. Runde WBO Interkontinental Titelverteidigung                                                                |
| 2015                                                           | 19. September | Belantis-Arena, Leipzig                  | Maximiliano Gómez          | Sieg / Aufgabe 8. Runde WBO Interkontinental Titelverteidigung                                                                   |
| 2016                                                           | 23. Januar    | Erdgas Arena, Halle an der Saale         | Balázs Kelemen             | Sieg / Punktsieg 12. Runde WBO Interkontinental Titelverteidigung vakanter WBA Kontinental Weltmeistertitel                      |
| 2016                                                           | 30. April     | Jahrhunderthalle, Spergau                | Denis Liebau               | Sieg / TKO 11. Runde WBO Interkontinental Titelverteidigung WBA Kontinental Titelverteidigung                                    |
| 2016                                                           | 17. September | Stadthalle, Weissenfels                  | Tony Averlant              | Sieg / Punktsieg 12. Runde WBO Interkontinental Titelverteidigung WBA Kontinental Titelverteidigung                              |
| 2017                                                           | 18. März      | Arena Leipzig, Leipzig                   | Sami Enbom                 | Sieg / TKO 6. Runde WBO Interkontinental Titelverteidigung WBA Kontinental Titelverteidigung vakanter IBF Interkontinental Titel |
| 2017                                                           | 1. Juli       | Ballsport Arena, Dresden                 | Karo Murat                 | Niederlage / TKO 11. Runde vakanter EBU Europameistertitel                                                                       |
| 2017                                                           | 17. September | Hospudka Eden, Usti nad Labem            | Robert Blažo               | Sieg / Aufgabe 2. Runde |
| 2017                                                           | 30. September | Maritim Hotel, Magdeburg                 | Alis Sijarić               | Sieg / Punktsieg 10. Runde |
| 2018                                                           | 3. März       | Stadthalle, Weissenfels                  | Serhi Demtschenko          | Sieg / Punktsieg 12. Runde vakanter EBU Europameistertitel                                                                       |
| 2018                                                           | 27. Oktober   | Stadthalle, Weissenfels                  | Enrico Kölling             | Sieg / Punktsieg 12. Runde Titelverteidigung EBU Europameisterschaft                                                             |
| 2019                                                           | 13. April     | Erdgas Sportarena, Halle an der Saale    | Timy Shala                 | Sieg / TKO 8. Runde Titelverteidigung EBU Europameisterschaft                                                                    |
| 2019                                                           | 16. November  | Halle Messe Arena, Halle an der Saale    | Sven Fornling              | Sieg / TKO 11. Runde Weltmeistertitel IBO WBA (interim)                                                                          |
| 2020                                                           | 10. Oktober   | GETEC Arena, Magdeburg                   | Robin Krasniqi             | Niederlage / KO 3. Runde / 12 Runden Weltmeisterschaftstitelkampf der IBO Interim-Weltmeisterschaftstitelkampf der WBA           |
| 2021                                                           | 22. Mai       | Campus Sava, Ptuj, Slowenien             | Ondřej Budera              | Sieg / Punktsieg |
| 2021                                                           | 9. Oktober    | GETEC Arena, Magdeburg                   | Robin Krasniqi             | Sieg / Punktsieg 12. Runde Weltmeisterschaftstitelkampf der IBO                                                                  |
| 2022                                                           | 14. Mai       | Toyota Arena, Ontario (Kalifornien), USA | Gilberto Ramírez           | Niederlage / KO 4. Runde / 12 Runden                                                                                             |
| Quelle: Dominic Bösel in der BoxRec-Datenbank                  |               |                                          |                            | |